# سیارک ۱۸۵۲۱۶
سیارک ۱۸۵۲۱۶ (به انگلیسی: 185216 Gueiren، نامگذاری:2006TA57) صد و هشتاد و پنج هزار و دویست و شانزدهمین سیارک کشف شده‌است که در ۱۴ اکتبر ۲۰۰۶ کشف شد.